# Marsha Berger
Marsha J. Berger (1953) é uma cientista da computação estadunidense. Suas áreas de pesquisa incluem análise numérica, dinâmica dos fluidos computacional e computação paralela de alta performance. É Silver Professor of Computer Science and Mathematics no Instituto Courant de Ciências Matemáticas da Universidade de Nova Iorque.

## Formação
Berger obteve o B.S. em matemática na Universidade de Binghamton (SUNY Binghamton) em 1974. Obteve um M.S. e um Ph.D em ciência da computação na Universidade Stanford em 1978 e 1982, respectivamente.

## Carreira e pesquisa
As pesquisas de Berger incluem computação paralela de alta performance, análise numérica e dinâmica dos fluidos computacional. Especificamente, ela desenvolve programas e aplicações de engenharia para as indústrias de espaçonaves e aeronaves. Berger trabalhou no Argonne National Laboratory como programadora científica depois de se formar na State University of New York (SUNY). Suas funções específicas incluíam o desenvolvimento de modelos para a Divisão de Sistemas Ambientais e de Energia. Durante seu tempo em Stanford, associou-se ao Centro de Aceleração Linear de Stanford (SLAC). Após o doutorado começou a trabalhar no Instituto Courant de Ciências Matemáticas na Universidade de Nova Iorque (NYU), primeiro como pós-doutorada, depois como membro do corpo docente. Berger atuou como vice-diretora do Instituto Courant e ainda atua como educadora na NYU.

## Prêmios e reconhecimentos
Berger recebeu o Prêmio Presidencial Jovem Investigador da Fundação Nacional da Ciência (NSF) em 1988. Recebeu outro prêmio da NSF em 1991, o Faculty Award for Women. Em 2002 recebeu o NASA Software of the Year Award pelo Cart3D. Em 2000 foi eleita para a Academia Nacional de Ciências dos Estados Unidos. Em 2004 recebeu o Prêmio Sidney Fernbach. Em 2005 foi eleita para a Academia Nacional de Engenharia dos Estados Unidos. É um dos dois ganhadores do Prêmio Norbert Wiener de Matemática Aplicada de 2019. Além disso, Berger é fellow da Society for Industrial and Applied Mathematics (SIAM).